# Cotinga de pit daurat
La cotinga pitdaurada (Pipreola aureopectus) és una espècie d'ocell de la família dels cotíngids (Cotingidae). Habita boscos de Colòmbia i nord de Veneçuela.